# 莫纳克-圣西默
莫纳克-圣西默（法語：Mosnac-Saint-Simeux，法語發音：[monak sɛ̃ simø]）是法国夏朗德省的一个市镇，属于干邑区。该市镇于2021年由原市镇莫纳克和圣西默合并而成，行政中心位于莫纳克。

## 地理
莫纳克-圣西默（45°37'11"N, 0°1'4"W）面积15.73 平方千米，位于法国新阿基坦大区夏朗德省，该省份为法国西部内陆省份，北起德塞夫勒省和维埃纳省，东临上维埃纳省，东南至多尔多涅省，南至多爾多涅省，西接滨海夏朗德省。
与莫纳克-圣西默接壤的市镇（或旧市镇、城区）包括：维布拉克、穆利达尔、尚米永、锡勒伊、鲁莱-圣埃斯泰夫、夏朗德河畔新堡、昂雅克夏朗德。
莫纳克-圣西默的时区为UTC+01:00、UTC+02:00（夏令时）。

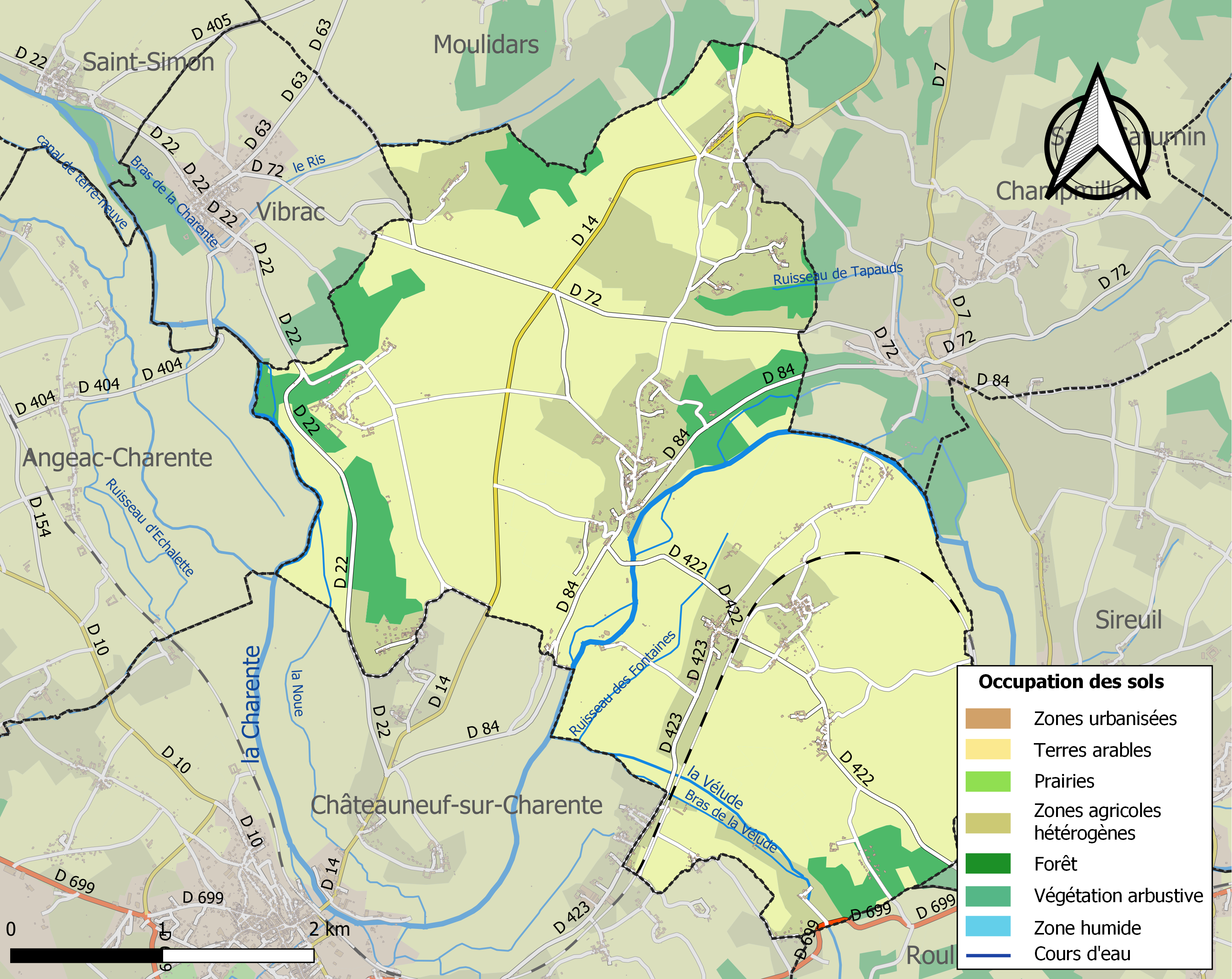
莫纳克-圣西默的OSM定位图

## 行政
莫纳克-圣西默的邮政编码为，INSEE市镇编码为16233。

## 政治
莫纳克-圣西默所属的省级选区为夏朗德-香槟县。

## 人口
莫纳克-圣西默于2022年1月1日时的人口数量为967人。